# Buthus adrianae
Espèce
Buthus adrianae est une espèce de scorpions de la famille des Buthidae.

## Distribution
Cette espèce est endémique d'Égypte. Elle se rencontre vers El-Hamam.

## Description
Le mâle holotype mesure 65,48 mm et la femelle paratype 68,86 mm.

## Étymologie
Cette espèce est nommée en l'honneur d'Adriana Ratto Politi.

## Publication originale
- Rossi, 2013 : « A new species of the genus Buthus Leach, 1815 from Egypt (Scorpiones: Buthidae). » Rivista del Museo Civico di Scienze Naturali Enrico Caffi, no 26, p. 187-194 (texte intégral).